# 多伦多大学诺克斯学院
诺克斯学院是多伦多大学的一所研究生神学院，它是1843年苏格兰教会的分裂运动的产物。于1844年建立的诺克斯学院隶属于加拿大长老教会，现今以多伦多神学院的成员学院的身份提供神学博士的学位。